# Tyrictaca
Tyrictaca là một chi bướm đêm thuộc họ Sesiidae.

## Các loài
- Tyrictaca apicalis Walker, 1862